# Вербовець (Берегівський район)
Вербове́ць (угор. Verbőc) — село у Вилоцькій селищній громаді Берегівського району Закарпатської області України.

## Назва
Точаться суперечки довкола походження його назви: одні дослідники вважають, що Вербовець походить від великої кількості плакучих верб, що зростали на території села, особливо вздовж річки Сальви. Та селяни більше схиляються до версії, що назву їх село отримало від славетної родини Вербовці, що проживала тут і мала великі маєтки[джерело?].

## Герб
У лазуровому щиті лежить золотий олень, що супроводжується зверху золотим крилатим левом, який супроводжується зверху золотим хрестом.

## Історія
На північ від Вербівця. в урочищі Лап (лівий берег ріки Сальва) — пізньопалеолітичне поселення. В урочищі Ведмереш патак — поселення пізньобронзової доби. В урочищі Ніреш — багатошарове поселення першої половини І тисячоліття нашої ери і давньослов'янського часу. Досліджувалося експедицією УжДУ в 1974 році.
Перша письмова згадка про Вербовець датована 1246 роком. Інші джерела називають 1251 рік, зазначаючи, що село було започатковано через 9 років після татарського нашестя.
За часів короля Бейли IV вперше згадується як Vrbovac.
Село мало багато власників. Одним із них був Петро, який помер, не залишивши спадкоємців, тому воно перейшло у власність короля. Потім, у 1251 році, подароване пейчському єпископу і королівському канцлеру Ахіллу Гунт-Пазманю.
Колишні власники селища були членами роду Werbőczy, Újhelyi і Zowárdfy.
У 16 століття, згадується про церкву і поселення Verbőc.
Можливо, для сьогоднішніх жителів села буде цікаво, як в хронологічному порядку з'являються прізвища, які і нині тут зустрічаються: 1470 рік — Густі, 1516 — Варга, 1522 — Кіш, 1565 — Борто, Деяк, Нодь, 1567 — Кадар, Котоно, Керекеш, Товт, Гегедюш, 1582 — Кийс, 1610 — Шіпош, Ботош, Кантор, 1632 — Форкош, 1636 — Шімон, 1637 — Болог, Бенедек, Модьор, 1665 — Годьмаш, 1715 — Поп.
В середині XVI століття в селі вже є церква і релігійна громада. Є документи з кінця XVII століття, але надзвичайно мало щоб встановити реальну картину. З 1836 року ведеться церковна книга, але читати її можна лише з 1866 року.
У 1961 році церкву закрили. 5 лютого 1989 року її повернули реформатській громаді села. Церковний орган виготовлений в 1887 році Вароді Шандором. Є два дзвони — діаметр 70 см (вага 250 кг — з 1926 року) і 80 см (350 кг — з 1932 року). Вилиті обидва майстром з Малих Геєвців Егрі Ференцом. На жаль, великий дзвін тріснув, так що зараз доводиться користуватися лише малим.
Є в селі і греко-католицька громада, яку утворено в квітні 2003 року. Освячення наріжного каменя провів 21 вересня 2003 року єпископ Юрій Джуджар.

## Населення
Згідно з переписом УРСР 1989 року чисельність наявного населення села становила 1077 осіб, з яких 508 чоловіків та 569 жінок.
За переписом населення України 2001 року в селі мешкало 1188 осіб.

### Мова
Розподіл населення за рідною мовою за даними перепису 2001 року:
| Мова       | Відсоток |
| ---------- | -------- |
| угорська   | 94,11 %  |
| українська | 5,47 %   |
| російська  | 0,33 %   |

## Туристичні місця
- в урочищі Лап (лівий берег ріки Сальва) — пізньопалеолітичне поселення
- В урочищі Ведмереш патак — поселення пізньобронзової доби
- В урочищі Ніреш — багатошарове поселення першої половини І тисячоліття нашої ери і давньослов'янського часу.
- В середині XVI століття в селі вже є храм
- У селі родився: Стефан Вербовцій (Стефан з Вербівця; Стефан Вербоці / Вербочі; лат. Stephanus de Werbőcz/Werboecius, угор. Werbőczy István; 1458 — 13 жовтня 1541, Буда) — угорський правник та дипломат, великий земельний власник. Автор Трипартитуму (,,Tripartitum opus iuris consuetudinarii regni Hungariae", 1514 р.), збірника норм угорського середньовічного звичаєвого права.

## Особистості
В селі похований Маркусь Віктор Васильович — сержант Збройних сил України, учасник російсько-української війни 2014—2017.
У селі родився: Стефан Вербовцій (Стефан з Вербівця; Стефан Вербоці / Вербочі; лат. Stephanus de Werbőcz/Werboecius, угор. Werbőczy István; 1458 — 13 жовтня 1541, Буда) — угорський правник та дипломат, великий земельний власник.
Після турецько-угорської битви під Могачем (29 серпня 1526) та встановлення османської окупації підтримував протурецьку політику Яноша І Запол'яї та був призначений канцлером. Після взяття Буди (Будапешту) турками в 1541 р. султаном Сулейманом І був призначений головним суддею.
Автор Трипартитуму (,,Tripartitum opus iuris consuetudinarii regni Hungariae", 1514 р.), збірника норм угорського середньовічного звичаєвого права.